# Kerckom-lez-Saint-Trond
Kerckom-lez-Saint-Trond (Kerkom-bij-Sint-Truiden en néerlandais) est une section de la ville belge de Saint-Trond située en Région flamande dans la province de Limbourg. C'était une commune à part entière avant la fusion des communes de 1971 quand elle fut fusionnée avec Borlo avant de devenir une section de Saint-Trond lors de la fusion des communes de 1977.

## Évolution démographique
- Sources : INS, Rem. : 1831 jusqu'en 1970 = recensements